# Regionales Fernsehen Erzgebirge
Das Regionale Fernsehen Erzgebirge (RFE) war ein Fernsehsender im ehemaligen Landkreis Annaberg. Das RFE sendete ein 24-stündiges Programm, das aus Bildtexttafeln und Videos bestand.

## Geschichte
1989 entstand in medienrechtlicher Grauzone der Stadtfernsehsender für Geyer, das „City-TV Geyer“. 1995 wurde die „Regionales Fernsehen Erzgebirge (RFE) GmbH“ gegründet, die die Lizenzen für den größten Teil des Landkreises Annaberg bei der Sächsischen Landesanstalt für privaten Rundfunk und neue Medien (SLM) beantragte. Die Lizenzierung erfolgte im Februar 1995, damals zur Veranstaltung eines 24-Stunden-Vollprogramms in den meisten Kabelanlagen des Landkreises Annaberg. Im Oktober wurden die ersten Mitarbeiter in ein festes Arbeitsverhältnis übernommen.
Im März 1996 wurde eine eigene Redaktion mit zwei Grafikerinnen für die Bildschirmzeitung INFOKANAL aufgebaut. Im April 1996 war die Regionales Fernsehen Erzgebirge (RFE) GmbH Gründungsmitglied der Arbeitsgemeinschaft Regionalfernsehveranstalter in Sachsen (ARIS). Diese Arbeitsgemeinschaft nahm die Interessen ihrer Mitglieder wahr und baute eine gemeinsame, überregionale Vermarktung der Mitgliedssender auf. Im August 1996 wurde technisch auf „Professional-S“ (S-VHS) produziert, vorher auf Hi8.
Im Februar 1997 wurde die Sendelizenz durch die SLM für weitere drei Jahre verlängert. Im Juni 1997 wurden die Räume im Altmarkt 1 in Geyer bezogen, ab Juli 1997 waren sieben festangestellte und mehrere freiberufliche Mitarbeiter für das RFE tätig. 1998 trat das RFE neben seinem Fernsehprogramm auch als Veranstalter auf. So organisierte der Sender mehrere RFE-Sonntagskonzerte und im November 1998 spielte die Erste Allgemeine Verunsicherung (EAV) in der Annaberger Silberlandhalle.
1999 wurde das Programm maßgeblich weiterentwickelt. In der Woche vom 18. September bis 24. September wurde die erste Nachrichtensendung gesendet. Weiterhin fanden erstmals Studioproduktionen statt. So produzierte der Sender zwei Sendungen für den Eigentümerverein Haus und Grund. Alle Sendungen wurden im eigens dafür gebauten Studio in Geyer produziert.
Seit Anfang des Jahres 1999 hatte der Sender finanzielle Probleme. Im Oktober 1999 musste das RFE Insolvenz anmelden. Die letzte Sendung wurde in der Woche vom 25. September bis 1. Oktober gesendet. Am 22. März 2007 wurde die Gesellschaft beim Handelsregister Chemnitz von Amts wegen gelöscht (Handelsregisternummer: HRB 11909).

## Programm
Das Programm bestand aus gesendeten Bildtexttafeln und Videos. Gesendet wurde 24 Stunden, wobei vier Mal am Tag Videos gezeigt wurden.

### Bildtexttafeln (Infokanal)
Die Bildschirmzeitung wurde für jeden Ort separat produziert. Auf grafisch gestalteten Bildschirmseiten wurden die Zuschauer über das Geschehen in ihrer unmittelbaren Umgebung informiert.
Es gab folgende Rubriken: Daten, Fakten und Termine aus den Bereichen Kunst, Kultur und Sport, Kommunales (Informationen der Städte- und Gemeindeverwaltungen), für Kids (Informationen der Jugendzentren), Vereinsmitteilungen, Service (Bereitschaftsdienste, Tipps & Tricks, Rezepte), Ausflugsziele, Gedichte der Zuschauer, privater Floh- und Kfz-Markt, Zuschauer grüßen Zuschauer.
Die Bildschirmseiten wurden nacheinander in einer Schleife angeordnet. Eine am unteren Bildrand befindliche Leiste zeigte dem Zuschauer, an welcher Stelle er sich im Programm befand und welche Rubriken als Nächstes zu sehen war.

### Videoprogramm
Das Videoprogramm bestand aus recherchierten und nachvertonten Berichten aus der Region. Die Videos wurden für das komplette Sendegebiet produziert und vier Mal täglich ausgestrahlt. Das Programm lief immer eine Woche, jeweils Samstag wurde gewechselt. Die Berichte hatten eine Länge von sieben bis zehn Minuten. Ab Sommer 1999 wurde eine Nachrichtensendung produziert. Die Nachrichten hatten eine klassische Länge von etwa 30 bis 60 Sekunden.

## Sendegebiet
Für etwa 60.000 Zuschauer war der Empfang des Senders in folgenden Orten inklusive Ortsteilen möglich: Annaberg-Buchholz, Neudorf, Bärenstein, Crottendorf, Sehma, Cranzahl, Walthersdorf, Scheibenberg, Schlettau, Dörfel, Elterlein, Herrmannsdorf, Geyer, Wiesa, Schönfeld, Thermalbad-Wiesenbad, Neundorf, Ehrenfriedersdorf, Jahnsbach, Thum, Herlod, Gelenau.

## Team
Das Programm des RFE wurde hauptsächlich von drei Redakteuren und zwei bis drei Kameraleuten, die gleichzeitig Cutter waren, gestaltet.